# CRギンギラパラダイス2
『CRギンギラパラダイス2』（シーアールぎんぎらぱらだいすつー）は、2010年8月2日に三洋物産から発売されたデジパチ・羽根モノ混合タイプのパチンコ。

## 機種一覧
| 名称                                   | 発売          |
| -------------------------------------- | ------------- |
| CRギンギラパラダイス2                  | 2010年8月2日  |
| CRギンギラパラダイス2 パワーバージョン | 2010年9月21日 |
| CRAギンギラパラダイス2 遊パチ          | 2010年9月21日 |

## 概要
1995年に発売された『ギンギラパラダイス』の正統な後継機として開発された。前作より15年ぶりの発売となった。権利物ではなくデジパチ・羽根モノ混合タイプ（1種2種混合機）となっている。本作には専用の新枠であるクジラッキー枠が搭載されている。両目のドットの動きが演出にもなる巨大クジラッキーハンドルが付いている。初代の特徴であった波ステージや液晶周りのリングが継承されている。業界初の押下力可変機能によってプッシュボタンの硬さが変わるボタン硬化演出が搭載されている。海物語シリーズの兄弟機種を総称する海フレンズの第1弾に位置付けられている。演出や各ステージは『CR大海物語スペシャル』を基にしている。
後に発売されたパワーバージョンや遊パチタイプは、大当たりが初当たり+5回ワンセットのタイプとなっている。

## 図柄
1. タコ
2. ハリセンボン
3. カメ
4. サメ
5. エビ
6. アンコウ
7. ジュゴン
8. エンゼルフィッシュ
9. カニ

### 大当たり表示とラウンド数
| 型式 | 型式                              | SUPER LUCKY     | LUCKY           |
| ---- | --------------------------------- | --------------- | --------------- |
| MKF  | 通常時                            | 15R（時短有り） | 15R（時短無し） |
| MKF  | 時短中の特別図柄当選（1・3・3）時 | 15R（時短有り） | 15R（時短無し） |
| MKF  | 時短中のV入賞時                   | 16R（時短有り） | 16R（時短無し） |
| LLD  | 通常時                            | 16R（時短有り） | 16R（時短無し） |
| LLD  | 時短中の特別図柄当選（1・3・3）時 | 13R（時短有り） | 2R（時短有り）  |
| LLD  | 時短中のV入賞時                   | 13R（時短有り） | 2R（時短有り）  |
| SLC  | 通常時                            | 5R（時短有り）  | 5R（時短無し）  |
| SLC  | 時短中の特別図柄当選（1・3・3）時 | 11R（時短有り） | 2R（時短有り）  |
| SLC  | 時短中のV入賞時                   | 11R（時短有り） | 2R（時短有り）  |

## ステージ解説
オーシャンステージ
シンプルなステージ。
『CR大海物語スペシャル』のラグーンステージが基となっている。
ミステリーステージ
ボタンを使用した演出が楽しめるステージ。
『CR大海物語スペシャル』のアトランティスステージが基となっている。
ワンダーステージ
ステップアップ予告が搭載されたステージ。
『CR大海物語スペシャル』のトレジャーステージが基となっている。
ギンギラモード
MKFに搭載。SUPER LUCKYでの大当たりラウンド終了後に突入する時短中の特殊ステージ。100回転まで継続する。右打ちで以下の手順で消化する。
1. 通過ゲート（スルーチャッカー、賞球ナシ）に遊技球が通過すると、普通図柄の抽選が行われる。
2. 普通図柄の抽選に当選すると、通過ゲートの下にあるベロタイプの普通電動役物が2回開放される。
3. 普通電動役物に遊技球が拾われ、その中にある始動口に入賞すると、特別図柄の抽選が行われる（普通電動役物に遊技球が拾われなかったら「1.」からやり直し）。
4. 液晶図柄が「3・3・1」で停止すると、普通電動役物の下にある小型アタッカータイプの特別電動役物（羽根モノでいう羽根に相当）が1回開放される（この開放がV入賞の大当たり全16ラウンドの1ラウンド目となる）。なお、液晶図柄が「1・3・3」で停止した場合は15ラウンドの大当たりとなり、「5.」を飛ばして盤面下部にある大型アタッカータイプの特別電動役物が15回開放される。
5. 特別電動役物に遊技球が拾われ、その中にあるVゾーンに入賞すると大当たりとなる（特別電動役物に遊技球が拾われなかったり、拾われてもVゾーンに入賞しなかったら「1.」からやり直し）。
6. Vゾーンに入賞すると、今度は盤面下部にある大型アタッカータイプの特別電動役物が15回開放される。大当たり中も右打ちを維持し、残りの15ラウンドを消化する。
7. 大当たりがSUPER LUCKY（時短アリの大当たり）ならギンギラモード継続（普通電動役物側始動口での大当たり時の2/3）となり、右打ちのまま「1.」に戻る。SUPER LUCKYでない大当たり（時短ナシの大当たり）ならギンギラモード終了（普通電動役物側始動口での大当たり時の1/3）となり、左打ちに戻す。

特別図柄を100回転消化しても大当たりが得られないと、時短終了のLOSTとなり通常時に戻る。この時、前作のパンクのようにマリンが溺れているシーンを見ることができる。
ビッグチャレンジ
パワーバージョンと遊パチに搭載。SUPER LUCKYでの大当たりラウンド終了後に突入する時短中の特殊ステージ。100回転まで継続する。右打ちで以下の手順で消化する。
1. 通過ゲート（スルーチャッカー、賞球ナシ）に遊技球が通過すると、普通図柄の抽選が行われる。
2. 普通図柄の抽選に当選すると、通過ゲートの下にあるベロタイプの普通電動役物が2回開放される。
3. 普通電動役物に遊技球が拾われ、その中にある始動口に入賞すると、特別図柄の抽選が行われる（普通電動役物に遊技球が拾われなかったら「1.」からやり直し）。
4. 液晶図柄が「3・3・1」で停止すると、普通電動役物の下にある小型アタッカータイプの特別電動役物（羽根モノでいう羽根に相当）が1回開放される（この開放がV入賞の大当たり全ラウンドの1ラウンド目となる）。なお、液晶図柄が「1・3・3」で停止した場合は特別電動役物が開放せずに大当たりとなり、「5.」を飛ばし「6.」に移行する。
5. 特別電動役物に遊技球が拾われ、その中にあるVゾーンに入賞すると大当たりとなる（特別電動役物に遊技球が拾われなかったり、拾われてもVゾーンに入賞しなかったら「1.」からやり直し）。
6. 大当たり後、液晶画面にスモールROUND（普通電動役物側始動口での大当たり時の50.9%）かビッグROUND（普通電動役物側始動口での大当たり時の49.1%）かの抽選演出が行なわれる。演出が終わると盤面下部にある大型アタッカータイプの特別電動役物が開放する。スモールROUNDだと1回しか開放されないが、ビッグROUNDなら『LLD』なら12回、『SLC』なら10回開放される。（特別電動役物が開放せずに大当たりとなった場合、開放回数が1回増える。）大当たり中も右打ちを維持し、残りのラウンドを消化する。
7. ビッグチャレンジ5回目の大当たりが終了すると、ビッグチャレンジ終了となり、左打ちに戻す。

特別図柄を100回転消化しても大当たりが得られないと、時短終了のLOSTとなり通常時に戻る。この時、前作のパンクのようにマリンが溺れているシーンを見ることができる。
ドルフィンロード
偶数図柄での大当たりラウンド終了後に突入する通常変動中の特殊ステージ。パワーバージョンと遊パチではビッグチャレンジ5回目の大当たりラウンド終了後にも突入する。MKFとパワーバージョンは20回転、遊パチは10回転となっている。左打ちで消化する。
画面上をマリンとイルカが泳いでいる演出となっている。リーチが成立するとすぐにボタンプッシュが促される。

## 予告演出
予告なし
リーチ成立直後に演出が起こらないこと。ノーマルリーチ発展濃厚となる。
泡予告
リーチ成立直後に画面下部から泡が発生する演出。スーパーリーチに発展する可能性がある。
大泡予告
リーチ成立直後に画面下部から通常よりも大きな泡が発生する演出。ノーマルリーチ発展濃厚となり、大当たりまたは半コマズレのハズレとなる（半コマズレ停止でも再始動する場合がある）。スーパーリーチに発展した場合は、法則崩れにより大当たり濃厚となる。
魚群予告
リーチ成立直後に画面右側から魚群が通過する演出。期待度が高い演出であり、スーパーリーチ発展濃厚となる。ノーマルリーチに発展した場合は、法則崩れにより大当たり濃厚となる。
イルカ予告
ミステリーステージ専用演出。
リーチ直後にイルカが画面に出現する演出。スーパーリーチに発展する可能性がある。イルカの代わりにシャチが通過した場合はスーパーリーチ発展濃厚となる。ピンクのイルカまたはクジラが通過した場合は大当たり濃厚となる。イルカが画面に現れた際にボタンを押すと、イルカが助走なしで画面から消える場合がある。その際は大泡予告相当であり、ノーマルリーチ発展濃厚となり大当たりまたは半コマズレのハズレとなる（半コマ停止でも再始動する場合もある）。
チャンスボタン予告
ミステリーステージ専用演出。
スーパーリーチ中にボタンプッシュを促される演出。ボタンを押すと泡か魚群が出現する。
ステップアップ予告
ワンダーステージ専用演出。
リーチ成立時に4段階のステップが発生する演出。
ステップ1はリーチ成立時に泡音が鳴る。滑り予告場合、滑ると同時に泡音が発生する。泡音が発生せずにリーチが掛かった場合は大泡予告相当となり、ノーマルリーチ発展濃厚となり大当たりまたは半コマズレのハズレとなる（半コマ停止でも再始動する場合もある）。
ステップ2はリーチ成立直後に泡が発生する。ステップ2が発生しなかった場合はノーマルリーチ濃厚となる。
ステップ3はステップ2の泡演出の直後にクラゲが発生する。ステップ3が発生した時点でスーパーリーチ発生濃厚となる。
ステップ4はスーパーリーチ発展時に魚群が発生する。魚群が発生すれば期待度が高くなる。魚群が発生しなければ期待度が低い。
滑り予告
下段図柄が効果音とともに半コマ進みあるいは半コマ戻ってリーチがかかる演出。
『CR大海物語スペシャル』では保留内で2回転続いて滑り予告が発生すると大当たり濃厚であったが、本作ではその要素は引き継がれていない。
ボタン硬化予告
ボタンが押しにくくなる演出。様々なタイミングで発生する。大当たり消化中のギンギラチャンスやクジラッキーチャンスで発生した場合は、SUPER LUCKYの大当たり濃厚となる。

## 保留先読み予告
図柄前兆予告
チャンス目（同一図柄が非テンパイ形で液晶画面内に3つ停止）が停止する演出。連続するほど期待度が高くなる。3回連続で発生するとリーチ成立濃厚となる。本機では弱チャンス目と強チャンス目の2種類が存在する。演出発生後にクジラッキーハンドルの目が「!?」に変化すると期待度が高くなり、「★★」に変化するとスーパーリーチ発展濃厚となる。ワンダーステージではこの演出が発生しやすくなっている。
弱チャンス目
同一図柄が非テンパイでバラける形で停止する演出。
強チャンス目
同一図柄が非テンパイでY字型または逆Y字型に停止する演出。弱チャンス目よりも期待度が高い。
ドキドキ目前兆予告
図柄が特定の並び方で停止する演出。図柄前兆予告とは異なり演出が発生してもアクションが発生しない。ミステリーステージではこの演出が発生しやすくなっている。全部で84パターン存在する。
弱ドキドキ目
図柄が中央に順目または逆順目で停止する演出。全20パターン。
中ドキドキ目
親子図柄（2図柄、7図柄、8図柄）が特定の形で停止する演出。全33パターン。
強ドキドキ目
図柄が菱形に順目または逆順目で停止する演出。全15パターン。
リーチ目
図柄がΣ型に順目で停止するなどの演出。全16パターン。
地殻変動予告
変動開始時に画面が揺れる演出。発生した時点でスーパーリーチ発展濃厚となる。
黒潮予告
変動中に画面が傾いた際に黒潮が発生する演出。リーチが成立すれば魚群予告発生が濃厚となる。ワンダーステージでは出現しやすくなっている。
スピードアップ予告
ドルフィンロード専用演出。
変動中にマリンとイルカの泳ぐスピードが上がる演出。連続するほど期待度が上がる。

## チャンスボタン演出
ブレーキアクション
リーチ後から図柄停止までの間にボタンを押すと変動中の中段図柄が反応しブレーキアクションをする。中段図柄の目が大きくなると期待度がやや高くなる。炎目になると期待度がさらに高くなり、ハート目になると奇数図柄での大当たり濃厚となる。
奇数昇格演出
偶数図柄で大当たりをした瞬間にボタンを押すと、奇数昇格演出が発生する場合のみ、その演出がミスマリンちゃん昇格演出に変化する。

## リーチ演出
ノーマルリーチ
特に何も起こらないリーチ演出。期待度は低い。シングルリーチ及びダブルリーチのどちらからも発展する。
ロングリーチ
画面下から巨大な貝が浮上する演出。シングルリーチ及びダブルリーチのどちらからも発展する。貝が開けば大当たり濃厚となる。
珊瑚礁リーチ
シングルリーチから発展し、画面下部から珊瑚礁が出現する演出。珊瑚礁の周りが光っていると期待度が高くなる。珊瑚礁の高さが通常よりも高かったり、通常よりも横にズレている場合は大当たり濃厚となる。
催眠リーチ
シングルリーチから発展し、図柄が催眠術にかかっている演出。演出中にボタンを押すと「ZZZ」の文字が出現する。文字が通常より大きければ期待度が高くなる。文字が赤色だとさらに期待度が高くなる。文字が「ZZZ」ではなくハートマークだと大当たり濃厚となる。
マリンちゃんリーチ
ダブルリーチから発展し、画面上部からマリンが登場する演出。ステージによってマリンの水着が異なる。指差しの時に集中線が入っていれば期待度が高くなる。指差しの横幅が広ければ大当たり濃厚となる。

## プレミアム演出
泡系プレミアム
泡予告に関するプレミアム演出。数種類存在する。
クジラッキー泡
クジラッキーが入った泡が出現する演出。
レインボー泡
オーシャンステージ専用演出。
レインボー色の泡が出現する演出。
魚群系プレミアム
魚群予告に関するプレミアム演出。数種類存在する。
赤魚群
赤魚群（実際には赤色と紫色が混ざったような魚群）が出現する演出。後述のサム系プレミアムに発展する。
超魚群
魚群が途切れずに図柄が揃うまで出現し続ける演出。
ドデカ魚群
通常の魚群よりも大きな魚群が出現する演出。
オカルト魚群
魚群の先頭の紫色の魚が通常より薄い紫色に変化している演出。
前面魚群
魚群が図柄の前面を流れる演出。通常は図柄の後ろを流れる。
オーラ魚群
オーシャンステージ専用演出。
オーラをまとった魚群が出現する演出。
クマノミ魚群
ミステリーステージ専用演出。
紫色のクマノミのみで構成された魚群が出現する演出。
サム系プレミアム
各スーパーリーチ中にサムが出現すれば奇数図柄での大当たりが濃厚となる。
マッスル珊瑚礁リーチ
シングルリーチから発展する。珊瑚礁リーチが発生した際に、サムが画面下部から珊瑚礁を持ち上げて登場する。
ゴーゴーサムリーチ
シングルリーチから発展する。催眠リーチが発生した際に、画面奥側からサムが登場する。
ポージングリーチ
ダブルリーチから発展し、マリンの代わりにサムが画面上部から登場する。
ミスマリンカットイン
リーチ成立直後に4代目ミスマリンちゃん（渡辺未優、澤井玲菜、山口沙紀）がカットインされる演出。各単独版と3人勢揃い版（水着バージョン）の4種類ある。
2Dマリンちゃんカットイン
ワンダーステージ専用演出。
リーチ成立直後にアニメ絵のマリンがカットインされる演出。
ボイスプレミアム
変動開始時などにマリン、サム、4代目ミスマリンちゃんのいずれかのボイスが流れる演出。
枠外プレミアム
図柄が枠外で揃った場合、効果音の後にギンギラリングが傾き図柄が枠内に移動し大当たりとなる演出。必ず発生する訳ではない。
クジラッキー通過予告
変動中にクジラッキーが通過する演出。
空回り告知
変動中にギンギラリングがかすかに動く演出。発生した時点でSUPER LUCKYが濃厚となる。
全回転リーチ
背景に4代目ミスマリンちゃんの映像が流れて、全図柄が揃った状態で変動する演出。
アダルト全回転
黒い服を着た4代目ミスマリンちゃんが画面奥側から1人ずつ登場する全回転。変動開始時またはハズレ停止時に発生する。
ラブリー全回転
泡に入った4代目ミスマリンちゃんや図柄が登場する全回転。黒潮予告終了時やスーパーリーチ発展時などに発生する。
水着全回転
水着を着た4代目ミスマリンちゃんが登場する全回転。ノーマルリーチやロングリーチから発展する。
ビタ止まり
リーチ成立中に中段の図柄が壁にぶつかったかのように停止して大当たりになる演出。
オール当たりプレミアム
ノーマルリーチ成立時、リーチ変動の途中から中段がリーチになっている図柄のみになる演出。
貝パク2段階
強チャンス目停止時、ブランク図柄の貝の動きが止まらず再始動が発生する演出。
カサゴ図柄プレミアム
ミステリーステージ専用演出。
リーチ成立後、中段の裏サメが『ギンギラパラダイス』に登場したカサゴ図柄（10番）に変化する演出。
表情変化予告
ミステリーステージ専用演出。
上下段のリーチ図柄の目がハートマークになる演出。
裏サメリーチ
ミステリーステージ専用演出。
普段は中段にしかいない裏サメが上下段に登場する演出。
押しボタン表示変化プレミアム
ミステリーステージ専用演出。
押しボタン表示が通常と異なる演出。グーパンチ、ボクシンググローブ、メタルグローブの3種類ある。
子なし図柄プレミアム
ワンダーステージ専用演出。
親子図柄（2図柄、7図柄、8図柄）でのリーチ成立時、子どもがいない状態に変化する演出。
親子カメ図柄プレミアム
ワンダーステージ専用演出。
3図柄でのリーチ成立時、カメが親子連れに変化する演出。
上三連図柄リーチ
ワンダーステージ専用演出。
上段に同じリーチ図柄が3つ並ぶ演出。

## 大当たりラウンド演出

### 大当たりラウンド中
ギンギラチャンス
MKFに搭載。
ギンギラモードでの大当たり時の2ラウンド目（15ラウンド大当たりの場合は1ラウンド目）に発生する演出。
通常時の変動と同じ演出が発生する。図柄は通常時と異なり、赤いオーラの図柄（タコ、カメ、エビ、ジュゴン、カニ）と青いオーラの図柄（ハリセンボン、サメ、アンコウ、エンゼルフィッシュ）の2種類となっている。赤いオーラの図柄が揃うとSUPER LUCKYとなり、青いオーラの図柄が揃うと連打チャンスに移行する。
連打チャンス
MKFに搭載。
ギンギラチャンス中に青いオーラの図柄が揃うと発生する昇格演出。
青い図柄が揃うとボタン連打が促される。ここで連打ではなく、長押しが促されると期待度が高くなる。ボタンを連打すると画面が傾いていき、最終的に縦向きになるとSUPER LUCKYに昇格する。昇格しない場合は画面が横向きに戻る。
クジラッキーチャンス
偶数図柄での初当たりのラウンド中に発生することがある昇格演出。
マリンがクジラッキーを追いかける演出。ボタン連打を促される。ボタンを連打すると、画面右側にあるメーターが溜まる。クジラッキーを捕まえられるとギンギラモードSUPER LUKCYに昇格する。
ラウンドの途中に扉が閉まる演出が発生することで演出が発生する。扉の色によって期待度が変化する。舞台が海中と海上の2種類があり、海上の場合は期待度が高くなる。連打の途中でクラゲや魚群が出現し、クラゲは色によって期待度が変化する。11ラウンド目でクジラッキーチャンスに突入すると昇格濃厚となる（MKFとパワーバージョンのみ）。
リングフラッシュチャンス
通常図柄大当たりのラウンド中にリングフラッシュが発生する昇格演出。発生するとギンギラモード継続となる。

### 大当たりラウンド終了後
エンディングチャンス
偶数図柄揃いの大当たりでラウンド中にSUPER LUCKYの告知がなく全ラウンドを消化しても、エンディングでサムが登場しギンギラモード突入または継続だと告知されることがある。パワーバージョン及び遊パチの場合は、ビッグチャレンジ突入が告知される。

## その他演出
再始動
リーチが外れた際に、中段図柄が再び動き出して大当たりになる演出。ダブルリーチで発生した場合は奇数図柄での大当たりとなる。
昇格スクロール
通常図柄で大当たりした直後に、図柄が高速に動き出して確変図柄に昇格する演出。
マリンちゃん2段階
マリンちゃんリーチで偶数図柄が揃った直後、マリンが掛け声とともに中段図柄をビンタして再始動が起き、もう片方のリーチ図柄である奇数図柄揃いの大当たりになる演出。
法則崩れ
さまざまな予告で発生する。予告なしからスーパーリーチに発展する、魚群予告からノーマルリーチに発展する、大泡予告からスーパーリーチに発展するなどがあり、発生すると大当たり濃厚となる。

## リングフラッシュ
液晶画面を囲むギンギラリングが告知音とともにフラッシュしながら回転する演出。変動時の一発告知としての機能を果たしており、演出が発生した時点で大当たり濃厚となる。大当たりラウンド中やエンディング時の昇格演出としても使用されている。海物語シリーズではショートとロングの2種類が存在したが、本作では1種類しか存在せず、発生した時点でSUPER LUCKYが濃厚となる。

## 大当たり・時短

### MKF
1種2種混合機となっており、通常時と時短中で大当たり確率が異なる。
大当たりラウンド終了後は基本的に奇数図柄大当たりだと時短（ギンギラモード）に突入し、偶数図柄大当たりだと20回の特殊ゾーン（ドルフィンロード）に突入する。ドルフィンロードは電サポ無しの通常変動扱いであるが、このゾーンで大当たりをすると連荘扱いになる。

### パワーバージョン・遊パチ
1種2種混合機であり、大当たりが初当たり+5回ワンセットタイプとなっている。
大当たりラウンド終了後は基本的に奇数図柄大当たりだとビッグチャレンジ（5回ワンセット）に突入し、偶数図柄大当たりだとドルフィンロードに突入する。ただし、偶数図柄で当たってもラウンド中にSUPER LUCKYに昇格する場合がある。
出玉及び大当たりラウンド数はパワーバージョンと遊パチでそれぞれ異なる。

## プレミアムラウンド
本機では通常ラウンドの他に、連荘数（『MKF』）、ビッグROUNDの回数（『LLD』、『SLC』）に応じて変化する4種類の特殊ラウンドが存在する（『MKF』では3種類。）。
なお、ドルフィンロードの大当たりも連荘として扱われる。『MKF』において連荘条件を満たした場合でも、通常ラウンド中にSUPER LUCKYが告知された場合は、通常ラウンドから特殊ラウンドには移行しないので注意が必要である。
| MKF                                          | LLD、SLC                                        | 歌手                  | 楽曲名                 |
| -------------------------------------------- | ----------------------------------------------- | --------------------- | ---------------------- |
| SUPER LUCKYの大当たり （4連荘まで）          | SUPER LUCKYの大当たり ビッグROUNDの初回大当たり | （不明）              | 「sea for two」        |
| SUPER LUCKYの大当たり （5連荘から9連荘まで） | 2、3回目のビッグROUND大当たり                   | 4代目ミスマリンちゃん | 「海と空と君と」       |
| SUPER LUCKYの大当たり （10連荘以上）         | 4回目のビッグROUND大当たり                      | マリン                | 「LOVE☆YOU★SMILE」     |
| （なし）                                     | 5回目以上のビッグROUND大当たり                  | マリン&サム           | 「ギンパラカーニバル」 |

## スペック
| 型式                 | 型式                              | MKF                                       | LLD                                                             | SLC                                                             |
| -------------------- | --------------------------------- | ----------------------------------------- | --------------------------------------------------------------- | --------------------------------------------------------------- |
| 特賞種別             | 特賞種別                          | 1種2種混合                                | 1種2種混合                                                      | 1種2種混合                                                      |
| 大当たり確率         | 大当たり確率                      | 1/221.5                                   | 1/308.5                                                         | 1/97.3                                                          |
| タイプ               | タイプ                            | ライトミドル                              | ミドル                                                          | 遊パチ                                                          |
| 賞球数               | 賞球数                            | 3 & 3 & 10 & 10                           | 3 & 3 & 10 & 15                                                 | 3 & 3 & 10 & 12                                                 |
| ラウンド・カウント数 | ラウンド・カウント数              | 16R or 15R・10C                           | 16R or 13R or 2R・10C                                           | 11R or 5R or 2R・7C                                             |
| 時短突入率           | 時短突入率                        | 50/100（50%）                             | 50/100（50%）                                                   | 50/100（50%）                                                   |
| 大当たりの内訳       | 通常時                            | 15R（時短有り）：50% 15R（時短無し）：50% | 16R（時短有り）：50% 16R（時短無し）：50%                       | 5R（時短有り）：50% 5R（時短無し）：50%                         |
| 大当たりの内訳       | 時短中の特別図柄当選（1・3・3）時 | 15R（時短有り）：67% 15R（時短無し）：33% | 13R（時短有り）：49.1% 2R（時短有り）：50.9%                    | 11R（時短有り）：49.1% 2R（時短有り）：50.9%                    |
| 大当たりの内訳       | 時短中のV入賞時                   | 16R（時短有り）：67% 16R（時短無し）：33% | 13R（時短有り）：49.1% 2R（時短有り）：50.9%                    | 11R（時短有り）：49.1% 2R（時短有り）：50.9%                    |
| 大当たり出玉         | 大当たり出玉                      | 1500個                                    | 16R：約2400個 13R：約1800個 2R：150個                           | 11R：約910個 5R：約637個 2R：約91個                             |
| リミット             | リミット                          | なし                                      | 5回                                                             | 5回                                                             |
| 時短                 | 時短                              | SUPER LUCKYの大当たり終了後100回転        | 初回SUPER LUCKYの大当たり終了後100回転（6回目の大当たりで終了） | 初回SUPER LUCKYの大当たり終了後100回転（6回目の大当たりで終了） |
| 保留の数             | 保留の数                          | 4個                                       | 4個                                                             | 4個                                                             |
| 保留の優先消化       | 保留の優先消化                    | なし（入賞順に消化）                      | なし（入賞順に消化）                                            | なし（入賞順に消化）                                            |

## コンシューマ移植
- パチパラシリーズ（プレイステーション3用）
  - 『パチパラ16 〜ギンギラパラダイス2〜』が、2010年11月25日より発売・配信。『MKF』が収録。
  - 『パチパラ16 〜ギンギラパラダイス2〜』の有料追加コンテンツとして『LLD』と『SLC』）が、2010年12月16日より配信。